# 90s Request Top 100 2013
Dit is de 90s Request Top 100 van 2013. Deze lijst werd uitgezonden op vrijdag 27 september 2013.

## Top 100
| Positie 2013 | Positie 2012 | Artiest                       | Titel                                |
| ------------ | ------------ | ----------------------------- | ------------------------------------ |
| 1            | 3            | Rage Against the Machine      | Killing in the name                  |
| 2            | 1            | Nirvana                       | Smells like teen spirit              |
| 3            | 2            | Pearl Jam                     | Black                                |
| 4            | 5            | Blur                          | Song 2                               |
| 5            | 6            | The Verve                     | Bitter sweet symphony                |
| 6            | 8            | Red Hot Chili Peppers         | Under the bridge                     |
| 7            | 4            | Oasis                         | Wonderwall                           |
| 8            | 12           | Underworld                    | Born slippy                          |
| 9            | 11           | Guns N' Roses                 | November rain                        |
| 10           | 9            | Green Day                     | Basket case                          |
| 11           | 7            | Foo Fighters                  | Learn to fly                         |
| 12           | 16           | K's Choice                    | Not an addict                        |
| 13           | 10           | Metallica                     | Nothing else matters                 |
| 14           | 22           | Faithless                     | Insomnia                             |
| 15           | 14           | U2                            | One                                  |
| 16           | 19           | Radiohead                     | Creep                                |
| 17           | 25           | Anouk                         | Nobody's wife                        |
| 18           | 20           | Charly Lownoise & Mental Theo | Wonderful days                       |
| 19           | 23           | Pearl Jam                     | Alive                                |
| 20           | 21           | Goo Goo Dolls                 | Iris                                 |
| 21           | 31           | Beastie Boys                  | Sabotage                             |
| 22           | 18           | The Cranberries               | Zombie                               |
| 23           | 27           | R.E.M.                        | Losing my religion                   |
| 24           | 93           | Metallica                     | Enter sandman                        |
| 25           | 33           | Coolio                        | Gangsta's paradise                   |
| 26           | 41           | Guano Apes                    | Open your eyes                       |
| 27           | 24           | No Doubt                      | Don't speak                          |
| 28           | 13           | AC/DC                         | Thunderstruck                        |
| 29           | 44           | Massive Attack                | Unfinished sympathy                  |
| 30           | –            | The Prodigy                   | Firestarter                          |
| 31           | 59           | Nirvana                       | Come as you are                      |
| 32           | 15           | The Offspring                 | Self esteem                          |
| 33           | 32           | Depeche Mode                  | Enjoy the silence                    |
| 34           | 29           | Robbie Williams               | Angels                               |
| 35           | 17           | Liquido                       | Narcotic                             |
| 36           | 87           | Radiohead                     | Street spirit (Fade out)             |
| 37           | 51           | House of Pain                 | Jump around                          |
| 38           | 34           | Alanis Morissette             | Ironic                               |
| 39           | 43           | DJ Paul Elstak                | Rainbow in the sky                   |
| 40           | RE           | R.E.M.                        | Everybody hurts                      |
| 41           | RE           | Cypress Hill                  | Insane in the brain                  |
| 42           | 68           | Backstreet Boys               | Everybody (Backstreet's back)        |
| 43           | 28           | Soundgarden                   | Black hole sun                       |
| 44           | 37           | Daft Punk                     | Around the world                     |
| 45           | 26           | Live                          | Lightning crashes                    |
| 46           | 52           | Van Dik Hout                  | Stil in mij                          |
| 47           | RE           | 2 Unlimited                   | No limit                             |
| 48           | 69           | Smashing Pumpkins             | Disarm                               |
| 49           | 39           | Acda en De Munnik             | Het regent zonnestralen              |
| 50           | RE           | Blackstreet & Dr. Dre         | No diggity                           |
| 51           | 57           | Limp Bizkit                   | Nookie                               |
| 52           | 63           | Fatboy Slim                   | Praise you                           |
| 53           | RE           | Jewel                         | Foolish games                        |
| 54           | 58           | Michael Jackson               | Black or white                       |
| 55           | 50           | Beck                          | Loser                                |
| 56           | 49           | Spice Girls                   | Wannabe                              |
| 57           | 99           | Seal                          | Kiss from a rose                     |
| 58           | 42           | Counting Crows                | Mr. Jones                            |
| 59           | 80           | Snap!                         | Rhythm is a dancer                   |
| 60           | RE           | Skik                          | Op fietse                            |
| 61           | 40           | Air                           | All I need                           |
| 62           | 62           | Lenny Kravitz                 | Are you gonna go my way              |
| 63           | 54           | MC Hammer                     | U can't touch this                   |
| 64           | 47           | Skunk Anansie                 | Weak                                 |
| 65           | 61           | Aerosmith                     | I don't want to miss a thing         |
| 66           | 79           | Blind Melon                   | No rain                              |
| 67           | 92           | 2 Pac                         | Changes                              |
| 68           | 53           | Manic Street Preachers        | Motorcycle emptiness                 |
| 69           | –            | Hanson                        | MmmBop                               |
| 70           | 56           | Crash Test Dummies            | Mmm mmm mmm mmm                      |
| 71           | 65           | Weezer                        | Buddy Holly                          |
| 72           | 88           | Eminem                        | My name is                           |
| 73           | 66           | BLØF                          | Harder dan ik hebben kan             |
| 74           | 77           | Spin Doctors                  | Two princes                          |
| 75           | 67           | The Chemical Brothers         | Hey boy hey girl                     |
| 76           | 94           | Madonna                       | Frozen                               |
| 77           | 89           | Genesis                       | Jesus he knows me                    |
| 78           | RE           | Bloodhound Gang               | Fire water burn                      |
| 79           | 73           | Fugees                        | Killing me softly                    |
| 80           | RE           | Bon Jovi                      | Bed of roses                         |
| 81           | 84           | Stone Temple Pilots           | Plush                                |
| 82           | 83           | Britney Spears                | ...Baby one more time                |
| 83           | RE           | Jamiroquai                    | Virtual insanity                     |
| 84           | –            | Tori Amos                     | Cornflake girl                       |
| 85           | RE           | Ilse DeLange                  | I'm not so tough                     |
| 86           | –            | Puff Daddy, Faith Evans & 112 | I'll be missing you                  |
| 87           | 74           | The Cardigans                 | My favourite game                    |
| 88           | RE           | Live                          | I alone                              |
| 89           | RE           | TLC                           | Waterfalls                           |
| 90           | 86           | New Radicals                  | You get what you give                |
| 91           | RE           | Faith No More                 | Epic                                 |
| 92           | –            | Vengaboys                     | We're going to Ibiza!                |
| 93           | RE           | Kane                          | Damn those eyes                      |
| 94           | –            | Crowded House                 | Weather with you                     |
| 95           | 95           | Portishead                    | Glory box                            |
| 96           | –            | Will Smith                    | Men in black                         |
| 97           | 81           | The Black Crowes              | Remedy                               |
| 98           | –            | O(+>                          | The Most Beautiful Girl in the World |
| 99           | –            | George Michael                | Freedom '90                          |
| 100          | 72           | Pearl Jam                     | Jeremy                               |

## Hitfeiten
- In de lijst van 2012 kwamen 9 singles voor het eerst voor.
- 14 Singles kwamen weer terug in de lijst.
- De volgende 23 singles zijn uit de lijst verdwenen.

| Positie 2012 | Artiest                                        | Titel                            |
| ------------ | ---------------------------------------------- | -------------------------------- |
| 30           | The Prodigy                                    | Smack my bitch up                |
| 35           | Bush                                           | Glycerine                        |
| 36           | Bryan Adams                                    | Summer of '69                    |
| 38           | KoRn                                           | Freak on a leash                 |
| 45           | Bruce Springsteen                              | Streets of Philadelphia          |
| 46           | Eiffel 65                                      | Blue (Da ba dee)                 |
| 48           | Red Hot Chili Peppers                          | Scar tissue                      |
| 55           | Blink 182                                      | What's my age again?             |
| 60           | Guus Meeuwis & Vagant                          | Het is een nacht... (Levensecht) |
| 64           | 4 Non Blondes                                  | What's up?                       |
| 70           | Natalie Imbruglia                              | Torn                             |
| 71           | The Bloodhound Gang                            | The bad touch                    |
| 75           | Novastar                                       | Wrong                            |
| 76           | Destiny's Child                                | No no no                         |
| 78           | De Poema's                                     | Mijn houten hart                 |
| 82           | Jamiroquai                                     | Deeper underground               |
| 85           | Eric Clapton                                   | Tears in heaven                  |
| 90           | The Presidents of the United States of America | Peaches                          |
| 91           | Sinéad O'Connor                                | Nothing compares 2 U             |
| 96           | Robbie Williams                                | Let me entertain you             |
| 97           | Bon Jovi                                       | Always                           |
| 98           | Vengaboys                                      | Boom, boom, boom, boom!!         |
| 100          | Babylon Zoo                                    | Spaceman                         |

2004 · 2005 · 2006 · 2007 · 2008 · 2009 · 2010 · 2011 · 2012 · 2013 · 2014